# ライオン奥様劇場
『ライオン奥様劇場』（ライオンおくさまげきじょう）は、1964年8月3日から1984年9月28日まで（後継番組「ライオン午後のサスペンス」、「ライオン劇場」の放送期間も含む）の毎週月曜 - 金曜の13:00 - 13:30（JST）にフジテレビ系列局ほかで放送されていた昼の帯ドラマシリーズ枠である。ライオンの一社提供（1979年12月までは、ライオン歯磨・ライオン油脂の共同提供）。当初映像はモノクロ放送だったが、1971年の『大奥の女たち』と1972年の第1作『花の旅路』以降の全作品はカラー放送となった。音声はモノラル放送。

## 概要
オープニングキャッチとエンディングでは、TBSの『ライオンこども劇場』（『チャコちゃんシリーズ』→『ケンちゃんシリーズ』）と同じ、野生のライオンが吠える16ミリ実写フィルム映像が流れていた。
もともとは、倒産した大手映画会社・新東宝がテレビ局向けに放出した作品を放送していた。その後、自社制作のテレビドラマを放送した（なお全作、外部の製作会社に発注する体制であった）。のちに吉永小百合と結婚した敏腕ディレクター・岡田太郎の手によって、数多くの作品が発表された。
なお、1979年と1980年の最初の1週目は当シリーズは放送せず、代わりに土居まさる司会の帯番組形式のゲーム合戦『新春スター対抗ゲーム』を放送した。また1981年では『私は後妻よ』（第1シリーズ）終了後、3月2日から3月6日までの5日間にわたって、教養ドキュメンタリー番組『教育スペシャル　母と子の教育戦線』を放送した。

## シリーズの終焉とその後
1983年より路線変更して『ライオン午後のサスペンス』にタイトル変更されたが、1984年の最末期にはホームドラマ路線になり、『ライオン劇場』にタイトル変更された（オープニングキャッチも、企業マスコットキャラクターの「ライオンちゃん」が登場するアニメーションに変更）。そして働く女性が増えて来たことに伴う視聴者離れといった時代の変化もあり、「喜劇・女の戦争」を最後に、1964年10月から続いたライオン提供の昼ドラマシリーズは1984年9月で終了し、20年の放送にピリオドを打った。
平日同時間帯におけるライオン一社提供枠は、その後トーク・バラエティ番組へ転換されて『ライオンのいただきます』に引き継がれ、『ライオンのごきげんよう』終了の2016年3月まで、通算52年続いた。
『ライオンのごきげんよう』終了後始まった生放送番組（『バイキング』→『ポップUP!』→『ぽかぽか』）でも13時台にライオン一社提供のコーナーが設けられていたが、2023年9月をもって終了し、提供を降板した。これによりフジテレビ系平日13時台のライオン一社提供枠は開始後59年で幕を下ろした。

## 最高視聴率
ライオン奥様劇場枠での歴代最高視聴率番組（ビデオリサーチ・関東地区調べ）は、『愛染かつら』（1965年8月20日放送・最終回）の38.5%。『月よりの使者』（1966年9月2日放送）の37.8%がそれに次ぐ。

## 放送作品一覧

### ライオン奥様劇場

#### 1964年
- この河の流れに
- おやじ操縦法
- 愛の海溝
- 或る女
- 妻の持つ扇

#### 1965年
- 銀座立志伝
- 眠れる魚
- 白い魔魚
- 芸者っ子
- 良人の貞操
- 愛染かつら
- 花のいのちを
- 続芸者っ子・下町育ち（主演：三原有美子）
- 男の償い

#### 1966年
- 古都
- 花影の人
- こころ妻
- 女の波紋
- 月よりの使者
- 異母姉妹
- 妻の座

#### 1967年
- 彼岸花
- 花の罪
- 愛よふたたび
- 永遠に答えず
- 暖流
- 母子舞い
- 女のいのち

#### 1968年
- 姉妹化粧
- 花はゆるがず
- いのちある限り
- 女の盛装
- 続・愛染かつら
- 女の背信
- 愛やまず

#### 1969年
- 香華
- 女の十字架
- 喪服の花嫁
- 美貌の罪
- あの波の果てまで
- 兄嫁
- 影を慕いて

#### 1970年
- 罪人形
- 夜のかげろう
- 逢いみての
- 夕陽の舞い
- 熱砂の慕情
- 続・下町育ち
- 恋のれん

#### 1971年
- 大奥の女たち ※同劇場50作目で、初のカラー作品[3]。この年のカラー作品は本作のみ。
- 乱れ花
- 花燃え
- 禁じられた二人
- 慟哭の花
- 影の車
- 偽れる妻

#### 1972年
この年から全てカラー放送
- 花の旅路（1月3～7日放送）[5]
- 続・大奥の女たち
- ガラスの階段
- 愛の判決
- 男の償い
- はるかなる愛
- 落城の舞い
- 飢える魂

#### 1973年
- 花のながれ
- 女の坂道
- 愛と悲しみのとき
- 朱鷺の墓
- 二人だけの朝
- 若草物語
- 裁きの家
- 愛あればこそ

#### 1974年
- 女たちの庭
- 母人形
- 徳川の夫人たち
- 新妻鏡
- 地上の星座
- 愛染かつら
- 夜蝶の舞い
- 妻の過去

#### 1975年
- 春泥尼
- 良人の貞操
- 白い恐怖
- 義姉弟
- 星のふる里
- 積木の箱
- 異母兄弟

#### 1976年
- 紀子・その愛
- 冬の旅
- 人間の條件 （主演・松平健）
- 妻の日の愛のかたみに
- 片隅の二人
- 娘の結婚

#### 1977年
- おかあさん（主演：乙羽信子）
- 小さくとも命の花は（主演：市毛良枝）
- 未亡人有希子（主演：水野久美）
- 死の彼方までも（主演：中山仁、緑魔子）
- 私は泣かない（主演：市毛良枝、初井言榮）
- 妻であること（主演：堀越陽子）

#### 1978年
- 母さんのしあわせ（主演：乙羽信子、東野英心）
- ぼくどうしたらいいの（主演：東山明美）
- 私は負けない（主演：市毛良枝、初井言榮）
- 分校日記・この山河に愛ありて（主演：田島令子、前田吟）
- 愛よいのちよ（主演：杉田景子）
- 離婚・ゆれる幸福（主演：水野久美）

#### 1979年
- まどう（主演：中原ひとみ）
- 私は逃げない（主演：市毛良枝、初井言榮）
- 母さんの愛が聞こえる（主演：倉野章子）
- 隣人戦争（主演：草笛光子）
- それぞれの午後（主演：岩崎加根子）
- 微笑日記（主演：日色ともゑ）

#### 1980年
- 夕空晴れて	（主演：浜美枝）
- 私は翔ばない（主演：市毛良枝、初井言榮）
- 徳川の女たち
- ひまわり戦争（主演：和田アキ子）
- 母系家族
- 妻の再婚（主演：岩井友見、山内賢）

#### 1981年
- 私は後妻よ	（主演：市毛良枝）
- 教育スペシャル 母と子の教育戦線 （司会：山川千秋、レポーター：田丸美寿々、木元教子） - 教養ドキュメンタリー番組。全5回。
- 母さんが泣いた日（主演：武原英子）
- 山肌（主演：司葉子）
- 新・子育てごっこ（主演：東野英心、岩本多代）
- おばあちゃんと孫7人（主演：初井言榮）
- ご縁ですね	（主演：津島恵子）
- お母さんのいのちをあげる（主演：佐野アツ子）※この作品までフィルム製作。
- 哀愁美容室（主演：香野麻里）※この作品からVTR製作に。

#### 1982年
- 私は後妻よII（主演：市毛良枝）
- おれは亭主だ（主演：前田吟）
- 若葉学習塾（主演：小倉一郎、岡田可愛）
- おいしい夫婦（主演：ハナ肇、園佳也子）
- 愉快なおばあちゃん（主演：初井言榮）
- 夫婦さかさま（主演：地井武男、東山明美）
- ママは新入社員（主演：土田早苗）

#### 1983年
- 家族だから（主演：市毛良枝）
- へばちゃんの台所（主演：浅茅陽子）
- おれは亭主だII（主演：前田吟）
- あなたの女房よ（主演：沢田雅美）
- 動物だぁーいすき!（主演：相本久美子）
- 喜劇・女の天下（主演：市毛良枝、初井言榮）

### ライオン午後のサスペンス

#### 1983年 (午後のサスペンス)
- 殺さないで!あなた（主演：酒井和歌子）
- 疑惑の女（主演：早乙女愛）
- 雪の蛍（主演：山口果林）

#### 1984年
- 私は許さない（主演：木村理恵）
- 母の復讐（主演：生田悦子）
- 静かなる良人（主演：市毛良枝）

### ライオン劇場

#### 1984年 (ライオン劇場)
- 思春期の妻たち（主演：沢田亜矢子）
- 男と女のクラス会（主演：前田吟、沢田雅美）
- 喜劇・女の戦争（主演：市毛良枝、初井言榮）

## 歴代ネット局
系列は現在の系列。○は現在他系列局だが、放送当時フジテレビ系列局や他系列とのクロスネットだった局。
| 放送対象地域           | 放送局         | 系列                                         | 備考 |
| ---------------------- | -------------- | -------------------------------------------- | --- |
| 関東広域圏             | フジテレビ     | フジテレビ系列                               | 制作局 |
| 北海道                 | 札幌テレビ     | 日本テレビ系列                               | ○1972年3月まで |
| 北海道                 | 北海道文化放送 | フジテレビ系列                               | 1972年4月開局から |
| 青森県                 | 青森放送       | 日本テレビ系列                               | |
| 岩手県                 | 岩手放送       | TBS系列                                      | 現：IBC岩手放送 |
| 宮城県                 | 仙台放送       | フジテレビ系列                               | |
| 秋田県                 | 秋田テレビ     | フジテレビ系列                               | 1969年10月開局から |
| 山形県                 | 山形テレビ     | テレビ朝日系列                               | ○1970年4月開局から |
| 福島県                 | 福島テレビ     | フジテレビ系列                               | 1970年3月までと、1971年4月から |
| 福島県                 | 福島中央テレビ | 日本テレビ系列                               | ○1970年4月開局から1971年3月まで |
| 山梨県                 | 山梨放送       | 日本テレビ系列                               | |
| 新潟県                 | 新潟放送       | TBS系列                                      | 1968年12月まで |
| 新潟県                 | 新潟総合テレビ | フジテレビ系列                               | 現：NST新潟総合テレビ、1968年12月開局から |
| 長野県                 | 信越放送       | TBS系列                                      | 1969年3月まで |
| 長野県                 | 長野放送       | フジテレビ系列                               | 1969年4月開局から |
| 静岡県                 | 静岡放送       | TBS系列                                      | 1968年10月まで |
| 静岡県                 | テレビ静岡     | フジテレビ系列                               | 1968年11月開局から |
| 富山県                 | 北日本放送     | 日本テレビ系列                               | 1969年3月まで |
| 富山県                 | 富山テレビ     | フジテレビ系列                               | 1969年4月開局から |
| 石川県                 | 北陸放送       | TBS系列                                      | 1969年3月まで |
| 石川県                 | 石川テレビ     | フジテレビ系列                               | 1969年4月開局から |
| 福井県                 | 福井テレビ     | フジテレビ系列                               | 1969年10月開局から |
| 中京広域圏             | 東海テレビ     | フジテレビ系列                               | |
| 近畿広域圏             | 関西テレビ     | フジテレビ系列                               | |
| 鳥取県                 | 日本海テレビ   | 日本テレビ系列                               | 1970年4月から1972年9月21日まで 当時の放送免許エリアは鳥取県のみ 1972年9月22日から電波相互乗り入れに伴い山陰中央テレビに一本化                                          |
| 島根県→ 島根県・鳥取県 | 山陰中央テレビ | フジテレビ系列                               | 1970年4月開局から、1972年9月21日までの放送免許エリアは島根県のみ 1972年9月22日から電波相互乗り入れに伴い鳥取県にもエリア拡大                                           |
| 岡山県 →岡山県・香川県 | 岡山放送       | フジテレビ系列                               | 1969年4月開局から。当初は4～5年前の作品を遅れネットしていた。 1979年3月30日までの放送免許エリアは岡山県のみ 1979年4月2日から電波相互乗り入れに伴い香川県にもエリア拡大 |
| 広島県                 | 広島テレビ     | 日本テレビ系列                               | ○1975年9月まで |
| 広島県                 | テレビ新広島   | フジテレビ系列                               | 1975年10月開局から |
| 山口県                 | 山口放送       | 日本テレビ系列                               | |
| 徳島県                 | 四国放送       | 日本テレビ系列                               | 1966年7月4日から |
| 香川県                 | 西日本放送     | 日本テレビ系列                               | 当時の放送免許エリアは香川県のみ 1968年3月4日(当初は1時間遅れの時差ネット)から1979年3月30日まで 1979年4月2日から電波相互乗り入れに伴い岡山放送へ一本化                 |
| 愛媛県                 | 愛媛放送       | フジテレビ系列                               | 現：テレビ愛媛、1969年12月開局から |
| 高知県                 | 高知放送       | 日本テレビ系列                               | |
| 福岡県                 | テレビ西日本   | フジテレビ系列                               | |
| 佐賀県                 | サガテレビ     | フジテレビ系列                               | 1969年4月開局から |
| 長崎県                 | 長崎放送       | TBS系列                                      | 1969年3月まで |
| 長崎県                 | テレビ長崎     | フジテレビ系列                               | 1969年4月開局から |
| 熊本県                 | 熊本放送       | TBS系列                                      | 1969年3月まで |
| 熊本県                 | テレビ熊本     | フジテレビ系列                               | 1969年4月開局から |
| 大分県                 | 大分放送       | TBS系列                                      | |
| 宮崎県                 | 宮崎放送       | TBS系列                                      | 1970年3月まで |
| 宮崎県                 | テレビ宮崎     | フジテレビ系列 日本テレビ系列 テレビ朝日系列 | 1970年4月開局から |
| 鹿児島県               | 南日本放送     | TBS系列                                      | |
| 沖縄県                 | 沖縄テレビ     | フジテレビ系列                               | 1970年10月から |

### ネット局に関する備考
- 当番組の開始当時のネット局は、数局しかネットされなかったが、その後民放テレビ局が原則（当時）1局しかなかった地区でも放送された。1969年以降、フジテレビ系に加盟する局が開局され、ネット局は次々と増加に増加を重ねていった。また、他系列局における放送は、ほとんどの日本テレビ系列局は13:30 - 14:00の番組を差し替えて放送していた他、ほとんどのTBS系列局（1983年9月までの福島テレビも含む）は14:00 - 15:00のローカル枠で放送していた。
- フジテレビ系列局がない地域や、フジテレビ系加盟局が開局した後も他系列とのクロスネット編成の都合で放送できない場合は、その地域の民放第1局が放送していた。他系列局は最大半年遅れぐらいで放送されていた（この影響で後継番組の『ライオンのいただきます』は岩手放送では1985年4月1日に開始した）。なお、これらのネットワーク構成は、『ライオンのいただきます』→『ライオンのごきげんよう』に継続される[11]。
- 民放1局時代（1960年代中頃）は、遅れネット局でも放送の遅れがまちまちであった。一例として、1966年5月末 - 6月初頭時点では北日本放送は『こころ妻』を放送していたのに対し、北陸放送は『女の波紋』を放送していた[12]。